# Culinária da Libéria

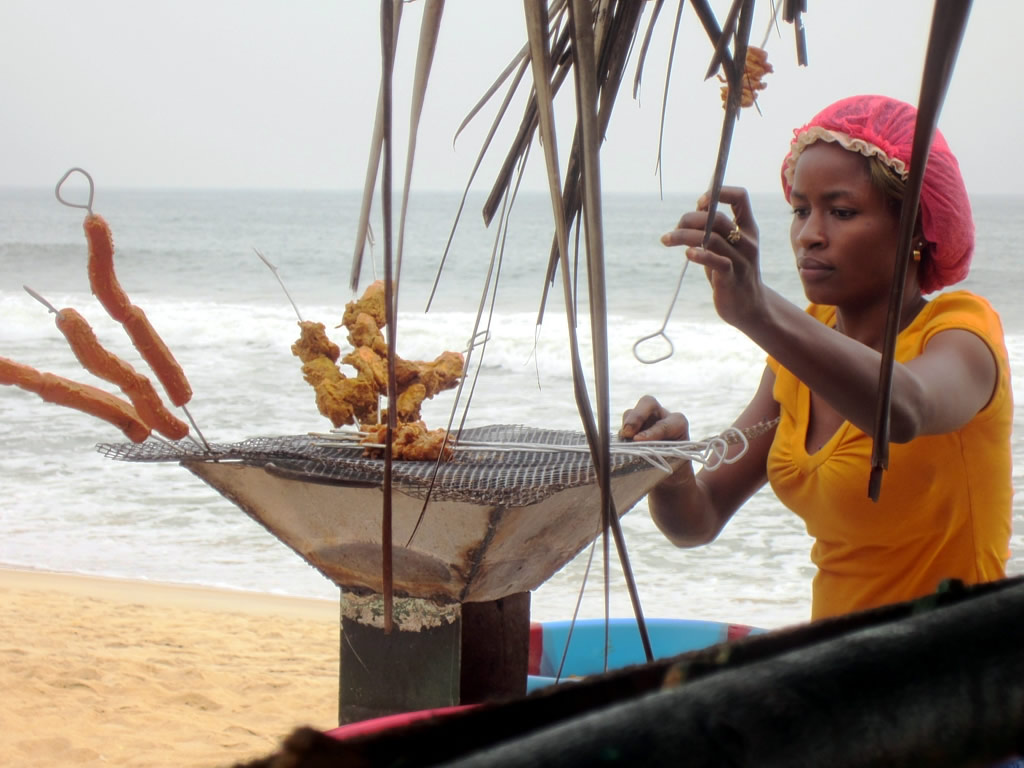
Um churrasco à beira-mar em Sinkor, Monróvia, Libéria

Localização da Libéria

A cozinha liberiana foi influenciada pelo contato, comércio e colonização dos Estados Unidos, especialmente alimentos do sul dos Estados Unidos (culinária sulista), entrelaçados com alimentos tradicionais da África Ocidental. A dieta é centrada no consumo de arroz e outras fontes de amido, frutas tropicais, vegetais e peixes e carnes locais. A Libéria também tem uma tradição de panificação importada dos Estados Unidos que é única na África Ocidental.

## Dieta básica

### Amidos
O arroz é um alimento básico da dieta da Libéria, seja comercial ou rural ("arroz de pântano"), e servido "seco" (sem molho), com ensopado ou sopa derramada sobre ele, cozido no clássico arroz jollof ou moído até virar farinha para fazer Breh do país (pão). A mandioca é processada em vários tipos de alimentos ricos em amido semelhantes: fufu, dumboy e GB (ou geebee). Eddoes (raiz de taro) também é comida.

### Frutas e vegetais
Os ingredientes populares da Libéria incluem mandioca, peixe, banana, frutas cítricas, banana doce ou regular, coco, quiabo e batata doce. Guisados pesados condimentados com habanero e pimenta malagueta scotch são populares e comidos com fufu. A batata verde, a planta folhosa da batata-doce, é amplamente cultivada e consumida, assim como o bitterball (um pequeno vegetal semelhante à berinjela) e o quiabo.

### Peixes e carnes
O peixe é uma das principais fontes de proteína animal na Libéria, com um estudo de 1997 observando que nos países da Alta Guiné (dos quais a Libéria faz parte), o peixe compõe 30-80% das proteínas animais da dieta. No entanto, estudos observaram que, naquela região, o consumo de peixes na verdade diminuiu entre os anos 1970 e 1990 devido à "degradação da terra e das bacias hidrográficas". Os pequenos peixes secos são conhecidos como bodies ou bonnies. 

#### Carne de Caça
A carne de caça é amplamente consumida na Libéria e é considerada uma iguaria. Uma pesquisa de opinião pública de 2004 descobriu que a carne de caça ficou em segundo lugar atrás dos peixes entre os monrovianos como fonte preferida de proteína. Das famílias onde a carne de caça era servida, 80% dos residentes disseram que cozinhavam "de vez em quando", enquanto 13% cozinhavam uma vez por semana e 7% cozinhavam a carne de caça diariamente. A pesquisa foi realizada durante a última guerra civil e acredita-se que o consumo de carne de caça seja muito maior.
As espécies ameaçadas são caçadas para consumo humano na Libéria. As espécies caçadas para alimentação na Libéria incluem elefantes, hipopótamos pigmeus, chimpanzés, leopardos, duikers e vários tipos de macacos.

### Álcool
Enquanto a Libéria produz, importa e consome algumas cervejas e licores comuns, o vinho de palma tradicional feito da fermentação da seiva da palmeira é popular. O vinho de palma pode ser bebido ao modo em que é produzido, usado como substituto do fermento no pão ou usado como vinagre depois de azedar. Um rum local também é feito de cana-de-açúcar, e chamado de "caldo de cana" ou "gana gana".